# Palazzo Placidi
Palazzo Placidi è un palazzo storico di Siena, situato in via di Pantaneto 1-9.

## Storia e descrizione
L'edificio sorge all'inizio della via, presso le logge del Papa, all'imboccatura della strada dei banchi di Sotto. Risalente al XIV secolo, fu ristrutturato nel 1743.
Si presenta come un palazzo di quattro piani, con elegante facciata che conserva ancora tracce del gotico senese originario. La struttura portante è in laterizio, così come la copertura a tetto. Tracce di archi gotici sono visibili nella prima sezione della facciata, in particolare nei primi due portali d'ingresso e nelle file di finestre dei piani superiori.
Sul retro si sviluppa un cortile dove è situato l'antico pozzo medievale.